# Dommartin-lès-Vallois
Pour les articles homonymes, voir Dommartin, lès et Vallois (homonymie).
Dommartin-lès-Vallois est une commune française située dans le département des Vosges, en région Grand Est.
Ses habitants sont appelés les Dommartinois.

## Géographie

### Communes limitrophes
| Esley    | Valfroicourt           |              |
| Senonges | Dommartin-lès-Vallois  | Sans-Vallois |
|          | Dombasle-devant-Darney |              |

### Sismicité
Commune située dans une zone 2 de sismicité faible.

### Hydrographie et les eaux souterraines
Hydrogéologie et climatologie : Système d’information pour la gestion des eaux souterraines du bassin Rhin-Meuse :
Territoire communal : Occupation du sol (Corinne Land Cover); Cours d'eau (BD Carthage),
Géologie : Carte géologique; Coupes géologiques et techniques,
 Hydrogéologie : Masses d'eau souterraine; BD Lisa; Cartes piézométriques.

#### Réseau hydrographique
La commune est située pour partie dans le bassin versant du Rhin au sein du bassin Rhin-Meuse et pour partie dans le bassin versant de la Saône au sein du bassin Rhône-Méditerranée-Corse. Elle est drainée par le ruisseau des Grandes Saules,.

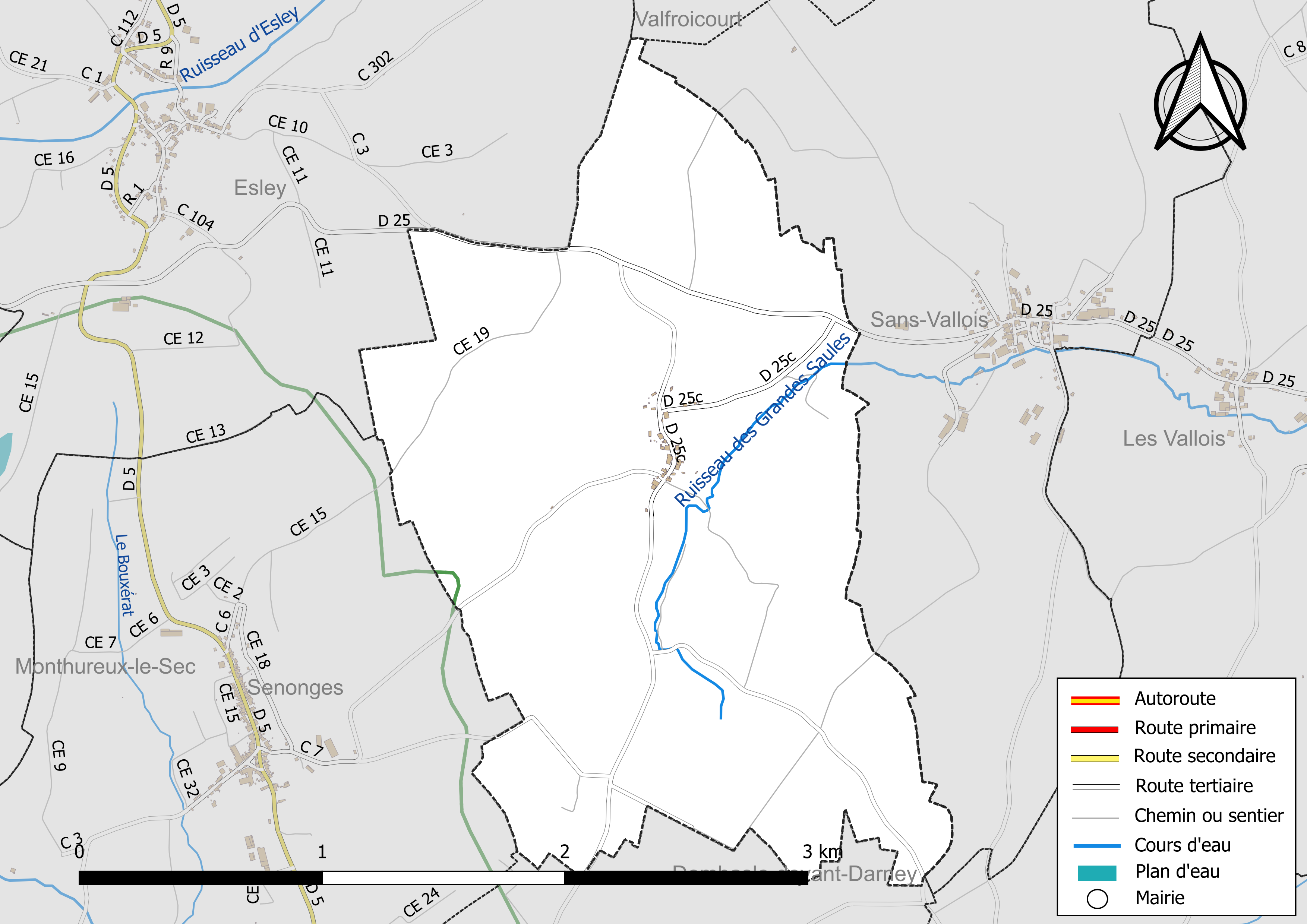
Réseaux hydrographique et routier de Dommartin-lès-Vallois.

#### Gestion et qualité des eaux
Le territoire communal est couvert par le schéma d'aménagement et de gestion des eaux (SAGE) « Nappe des Grès du Trias Inférieur ». Ce document de planification, dont le territoire comprend le périmètre de la zone de répartition des eaux de la nappe des Grès du trias inférieur (GTI), d'une superficie de 1 497 km2,  est en cours d'élaboration. L’objectif poursuivi est de stabiliser les niveaux piézométriques de la nappe des GTI et atteindre l'équilibre entre les prélèvements et la capacité de recharge de la nappe. Il doit être cohérent avec les objectifs de qualité définis dans les SDAGE Rhin-Meuse et Rhône-Méditerranée. La structure porteuse de l'élaboration et de la mise en œuvre est le conseil départemental des Vosges.
La qualité des eaux de baignade et des cours d’eau peut être consultée sur un site dédié géré par les agences de l’eau et l’Agence française pour la biodiversité. 

### Climat
Pour des articles plus généraux, voir Climat du Grand Est et Climat des Vosges.
En 2010, le climat de la commune est de type climat de montagne, selon une étude du Centre national de la recherche scientifique s'appuyant sur une série de données couvrant la période 1971-2000. En 2020, Météo-France publie une typologie des climats de la France métropolitaine dans laquelle la commune est dans une zone de transition entre le climat océanique altéré et le climat océanique altéré et est dans la région climatique  Lorraine, plateau de Langres, Morvan, caractérisée par un hiver rude (1,5 °C), des vents modérés et des brouillards fréquents en automne et hiver. 
Pour la période 1971-2000, la température annuelle moyenne est de 9,5 °C, avec une amplitude thermique annuelle de 16,9 °C. Le cumul annuel moyen de précipitations est de 966 mm, avec 12,9 jours de précipitations en janvier et 9,8 jours en juillet. Pour la période 1991-2020, la température moyenne annuelle observée sur la station météorologique de Météo-France la plus proche, « Lignéville », sur la commune de Lignéville à 10 km à vol d'oiseau, est de 10,3 °C et le cumul annuel moyen de précipitations est de 856,3 mm. 
La température maximale relevée sur cette station est de 38,7 °C, atteinte le 25 juillet 2019 ; la température minimale est de −17,5 °C, atteinte le 20 décembre 2009,,. 
Les paramètres climatiques de la commune ont été estimés pour le milieu du siècle (2041-2070) selon différents scénarios d'émission de gaz à effet de serre à partir des nouvelles projections climatiques de référence DRIAS-2020. Ils sont consultables sur un site dédié publié par Météo-France en novembre 2022.

## Urbanisme

### Typologie
Au 1er janvier 2024, Dommartin-lès-Vallois est catégorisée commune rurale à habitat très dispersé, selon la nouvelle grille communale de densité à sept niveaux définie par l'Insee en 2022.
Elle est située hors unité urbaine. Par ailleurs la commune fait partie de l'aire d'attraction de Vittel - Contrexéville, dont elle est une commune de la couronne,. Cette aire, qui regroupe 72 communes, est catégorisée dans les aires de moins de 50 000 habitants,.

### Occupation des sols
L'occupation des sols de la commune, telle qu'elle ressort de la base de données européenne d’occupation biophysique des sols Corine Land Cover (CLC), est marquée par l'importance des territoires agricoles (100 % en 2018), une proportion identique à celle de 1990 (100 %). La répartition détaillée en 2018 est la suivante : 
terres arables (74,2 %), prairies (20,1 %), zones agricoles hétérogènes (5,7 %). L'évolution de l’occupation des sols de la commune et de ses infrastructures peut être observée sur les différentes représentations cartographiques du territoire : la carte de Cassini (XVIIIe siècle), la carte d'état-major (1820-1866) et les cartes ou photos aériennes de l'IGN pour la période actuelle (1950 à aujourd'hui).

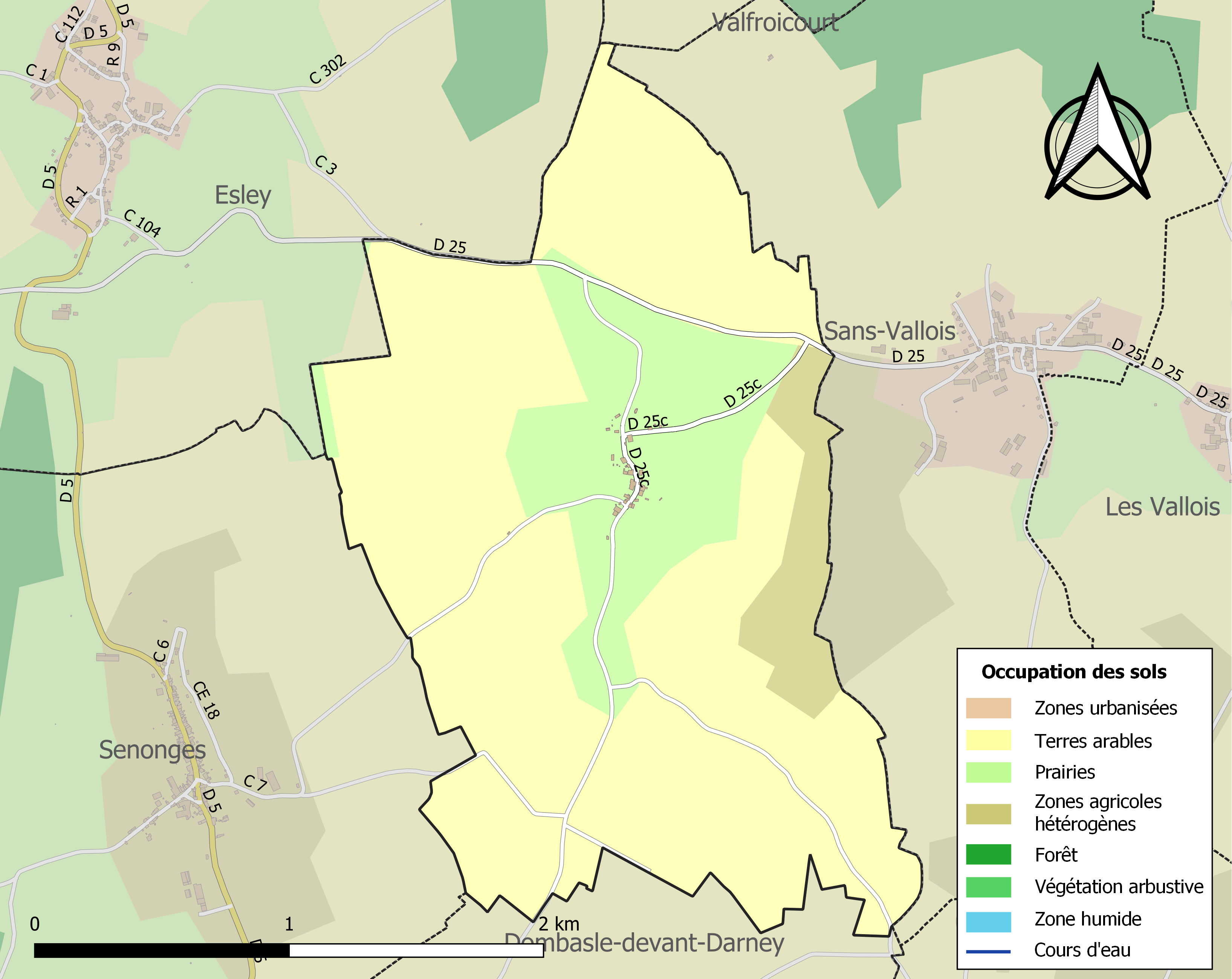
Carte des infrastructures et de l'occupation des sols de la commune en 2018 (CLC).

## Toponymie
Le nom de la localité est attesté sous les formes Domnum Martinum (1051) ; Apud Donnum Martinum prope Vallox (1231) ; Dommartin selunc Vallox (1259) ; Dommartin anson Vallox (1259) ; Dommartin en sain Vaillois (1265) ; Dommartin celonc Valloix (1271) ; Dommartin ensonz Valois (1284) ; De Dompnomartino prope Valloye (1292) ; Dommartin enson Valoix (1316) ; De Donno Martino (1334) ; De Dompno Martino prope Valloix, de Dompnomartino sur Valloix (1402) ; Dompmertin ensent Valloix (1427) ; Dompmartin (1554) ; Dommartin ensem Vallois (1560) ; Dommartin ensens Vallois, enssens Vallois (1566) ; Dommartin en’Valois (1656) ; On dit aussi Dommartin-en-cens-les-Vallois (1779) ; Dommartin les San Vallois (XVIIIe siècle) ; Daumartin-les-Valois (an VII).

Dommartin est un hagiotoponyme caché, issu du bas latin domnus et le nom  du saint Martinus : « saint Martin », qui était un ancien soldat romain ; devenu évêque, il a répandu le christianisme dans les zones rurales de la Gaule romaine.
La préposition « lès » permet de signifier la proximité d'un lieu géographique par rapport à un autre lieu. Il s'agit d'une localité qui tient à se situer par rapport à une ville voisine plus grande. La commune Dommartin indique qu'elle se situe près de Vallois. Jadis, une commune nommée Trois Vallois regroupait les communes actuelles de Dommartin-lès-Vallois, Les Vallois et Sans-Vallois.

## Histoire
Jadis, une commune nommée Trois Vallois regroupait les communes actuelles de Dommartin-lès-Vallois, Les Vallois et Sans-Vallois.
Le 1er décembre 1999, une ordonnance épiscopale modifie les paroisses du diocèse de Saint-Dié. 
À compter du 1er janvier 2000, toutes les paroisses du diocèse sont supprimées. De nouvelles paroisses sont créées. Les anciennes paroisses d’Attigny, Belmont-les-Darney, Belrupt, Bonvillet, Darney, Dombasle-devant-Darney, Dommartin-les-Vallois, Escles, Esley, Hennezel, Jésonville, Lerrain, Nonville, Pont-les-Bonfays, Relanges, Sans-Vallois, Senonges, Les Vallois et Vioménil sont rattachées à la paroisse de Saint-Martin-la-Forêt.

## Politique et administration
| Période                                  | Période                       | Identité       | Étiquette | Qualité                   |
| ---------------------------------------- | ----------------------------- | -------------- | --------- | ------------------------- |
| Les données manquantes sont à compléter. |                               |                |           |                           |
| Avant 2001                               | 2006                          | Jean Lelarge   |           | Décédé en cours de mandat |
| 2006                                     | En cours (au 18 février 2015) | Pascal Lelarge |           | Fils de Jean Lelarge      |

### Budget et fiscalité 2022

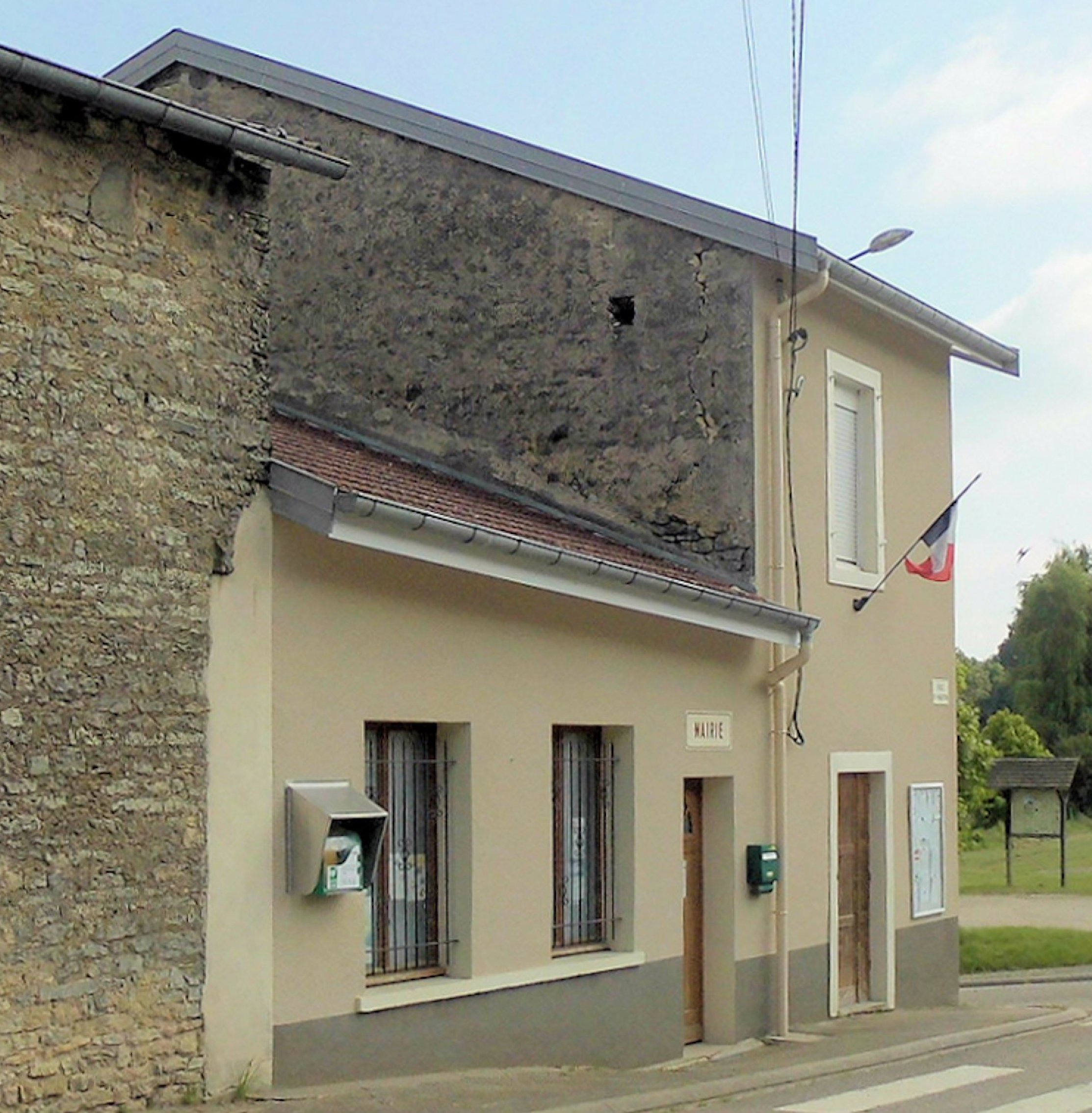
La mairie.

En 2022, le budget de la commune était constitué ainsi :
- total des produits de fonctionnement : 53 000 €, soit 978 € par habitant ;
- total des charges de fonctionnement : 45 000 €, soit 840 € par habitant ;
- total des ressources d'investissement : 11 000 €, soit 204 € par habitant ;
- total des emplois d'investissement : 45 000 €, soit 840 € par habitant ;
- endettement : 64 000 €, soit 1 192 € par habitant.

Avec les taux de fiscalité suivants :
- taxe d'habitation : 14,66 % ;
- taxe foncière sur les propriétés bâties : 35,25 % ;
- taxe foncière sur les propriétés non bâties : 17,78 % ;
- taxe additionnelle à la taxe foncière sur les propriétés non bâties : 0,00 % ;
- cotisation foncière des entreprises : 0,00 %.

Chiffres clés Revenus et pauvreté des ménages en 2021 : médiane en 2021 du revenu disponible, par unité de consommation.

## Population et société

### Démographie

#### Évolution démographique
L'évolution du nombre d'habitants est connue à travers les recensements de la population effectués dans la commune depuis 1793. Pour les communes de moins de 10 000 habitants, une enquête de recensement portant sur toute la population est réalisée tous les cinq ans, les populations de référence des années intermédiaires étant quant à elles estimées par interpolation ou extrapolation. Pour la commune, le premier recensement exhaustif entrant dans le cadre du nouveau dispositif a été réalisé en 2007.

En 2022, la commune comptait 52 habitants, en évolution de −8,77 % par rapport à 2016 (Vosges : −2,96 %, France hors Mayotte : +2,11 %).
| 1793 | 1800 | 1806 | 1821 | 1831 | 1836 | 1841 | 1846 | 1856 |
| ---- | ---- | ---- | ---- | ---- | ---- | ---- | ---- | ---- |
| 108  | 94   | 91   | 87   | 84   | 79   | 82   | 75   | 84   |

| 1861 | 1866 | 1876 | 1881 | 1886 | 1891 | 1896 | 1901 | 1906 |
| ---- | ---- | ---- | ---- | ---- | ---- | ---- | ---- | ---- |
| 87   | 77   | 80   | 78   | 60   | 73   | 72   | 79   | 79   |

| 1911 | 1921 | 1926 | 1931 | 1936 | 1946 | 1954 | 1962 | 1968 |
| ---- | ---- | ---- | ---- | ---- | ---- | ---- | ---- | ---- |
| 69   | 67   | 50   | 61   | 53   | 49   | 56   | 48   | 50   |

| 1975 | 1982 | 1990 | 1999 | 2006 | 2007 | 2012 | 2017 | 2022 |
| ---- | ---- | ---- | ---- | ---- | ---- | ---- | ---- | ---- |
| 51   | 41   | 41   | 66   | 56   | 55   | 58   | 55   | 52   |

### Enseignement
Établissements d'enseignements :
- Écoles maternelles et primaires à Les Vallois, Lerrain, Bainville-aux-Saules, Darney, Escles, Sans-Vallois, Valfroicourt, Begnécourt.
- Collèges à Vittel, Dompaire, Contrexéville, Monthureux-sur-Saône, Mirecourt.
- Hôpitaux à Harol, Contrexéville, Mirecourt, Mandres-sur-Vair, Mirecourt.

### Santé
Professionnels et établissements de santé :
- Médecins à Lerrain, Darney, Remoncourt, Vittel, Dompaire, Contrexéville.
- Pharmacies à Lerrain, Darney, Remoncourt, Vittel, Hennezel, Dompaire, Contrexéville.
- Hôpitaux à Ville-sur-Illon, Vittel.

### Cultes
- Culte catholique, Paroisse Saint-Martin-de-la-Forêt[29], Diocèse de Saint-Dié.

## Économie

### Entreprises et commerces

#### Agriculture
- Culture et élevage associés[30].
- Élevage de vaches laitières.

Commune située dans l'aire géographique de production de l'Appellation d'origine protégée « Munster » ou « Munster-Géromé »,.
- Élevage d'autres bovins et de buffles.
- Élevage d'autres animaux.

#### Tourisme
- Hébergements et restauration à Dombasle-devant-Darney, Vittel, Claudon, Contrexéville, Monthureux-sur-Saöne.

#### Commerces
- Commerces et services de proximité.

## Culture locale et patrimoine

### Lieux et monuments
- L'église Saint-Martin.

Cloche de la fonderie de cloches Jeanne d’Arc de Robécourt (1876, 1906).
- Croix de carrefour.
- Monument aux morts de Les Vallois, Sans Vallois et Dommartin-lès-Vallois[34],[35],[36].

### Personnalités liées à la commune
- Jean-Baptiste Thiriot, Médaillés de Sainte-Hélène[37]

### Héraldique, logotype et devise
Commune sans blason.

## Pour approfondir